# Lho La
Le Lho La est un col dans l'Himalaya entre le Népal et la Chine.

## Géographie
Le Lho La se situe entre l'Everest, à cinq kilomètres au sud-est, et le Khumbutse, au nord-ouest. Il fait partie des quatre cols cernant l'Everest, avec le col Sud, le col Nord et le Rapiu La. Il se trouve à la frontière entre le Népal et la Chine, entre la vallée et le glacier du Khumbu d'une part, et la vallée de Kangshung et le glacier de Kangshung d'autre part.

## Histoire
Le col a été une route commerciale entre le Népal et la Chine, entre les villages de Namche Bazaar et Tingri.
En 1921, l'expédition de George Mallory et Guy Bullock a passé le col, durant leur tentative d'ascension de l'Everest. En 1935, l'expédition de Bill Tilman a passé le col. En 1979, une expédition yougoslave atteint l'Everest depuis le Lho La.